# Bratków Dolny
Bratków [pronunciación en polaco: /ˈbratkuf ˈdɔlnɨ/] es un pueblo ubicado en el distrito administrativo de Gmina Zadzim, dentro del condado de Poddębice, Voivodato de Łódź, en el centro de Polonia. Se encuentra a unos 7 kilómetros al noreste de Zadzim, a 10 kilómetros al suroeste de Poddębice, y a 41 kilómetros al oeste de la capital regional Łódź.